# 黑線副棘鰍
黑線副棘鰍（學名：Paracanthocobitis nigrolineata），為輻鰭魚綱鯉形目條鰍科副棘鰍屬的其中一種。分布於亞洲緬甸伊洛瓦底江及泰國湄公河流域，體長可達4.2公分，棲息在河川底層水域，生活習性不明。

## 扩展阅读
維基物種上的相關：黑線副棘鰍